# Lasioserica tuberculiventris
Lasioserica tuberculiventris är en skalbaggsart som beskrevs av Moser 1915. Lasioserica tuberculiventris ingår i släktet Lasioserica och familjen Melolonthidae. Inga underarter finns listade i Catalogue of Life.